# سلیمانی (فیروزه)
سلیمانی، روستایی از توابع بخش طاغنکوه شهرستان فیروزه در استان خراسان رضوی ایران است.

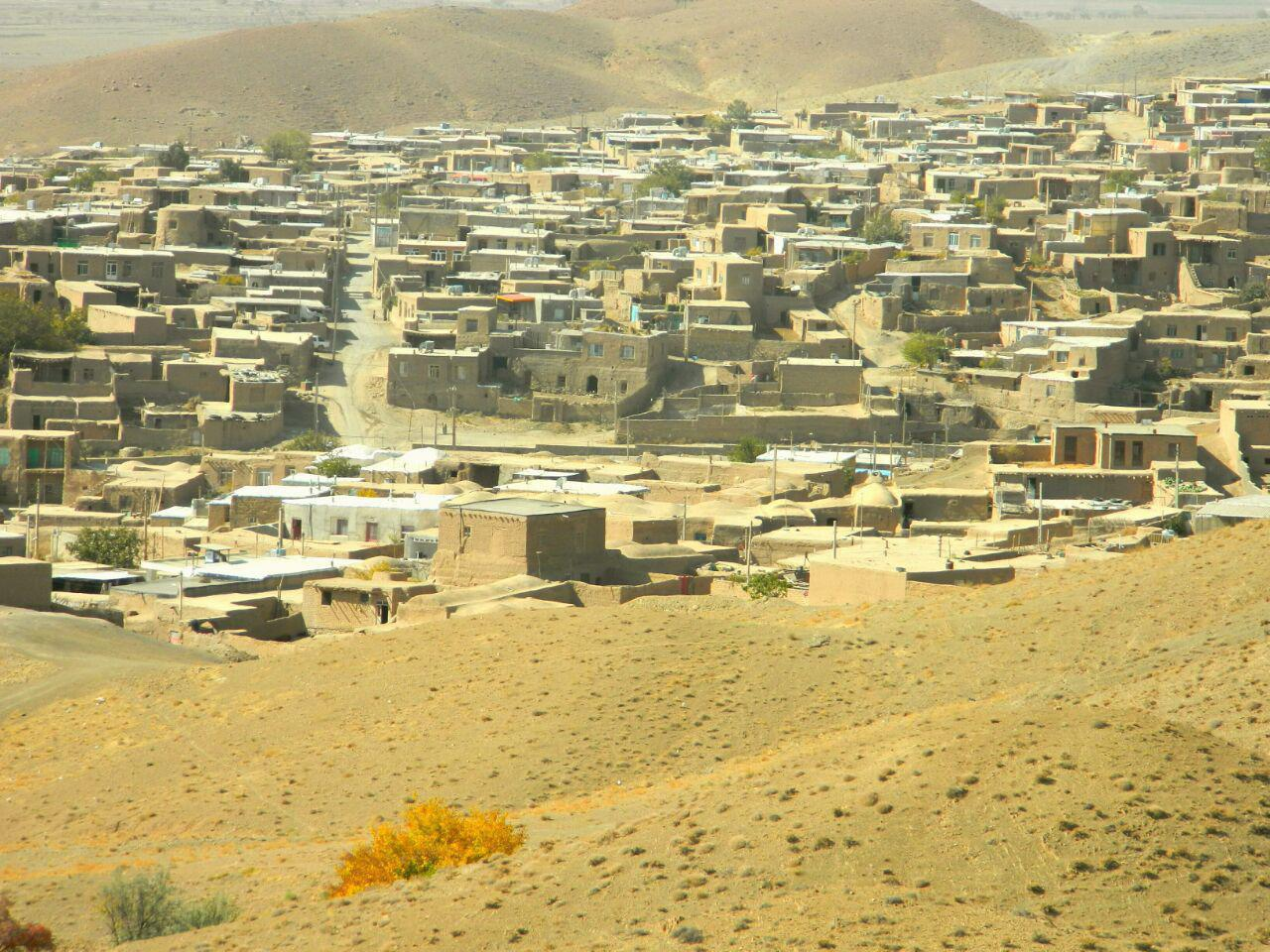

## جمعیت
این روستا در دهستان طاغنکوه شمالی قرار دارد و براساس سرشماری مرکز آمار ایران در سال ۱۳۹۰، جمعیت آن ۱۲۷۲ نفر (۴۵۱خانوار) بوده‌است.

## زبان
زبان مردم سلیمانی ترکی خراسانی است.

## آداب و رسوم

### بازی‌های محلی

#### گل گوندوم بکّو
فایده این بازی افزایش اطلاعات عمومی شرکت کنندگان است.
بازی به این شکل است که فردی که معمولاً از بقیه بزرگتر یا دارای اطلاعات عمومی بیشتر است به عنوان استاد (اوستا) روی یک تخته سنگ، چهارپایه یا … می‌نشیند. بقیه افراد به صورت نیم دایره اطراف او می‌ایستند. ابزار بازی یک گُزر پارچه‌ای است. تصور کنید یک توپ پارچه فشرده به اندازه دو مشت بسته که به آن طنابی بلند و محکم وصل است. در شروع بازی قسمت توپ در درست اوستا و سرطناب دست اولین شرکت‌کننده است (کسی که در طرف راست نیم دایره به عنوان نفر اول ایستاده). اوستا یک سؤال می‌پرسد مثلاً «آن چیست که: سردرختی است، شکوفه آن سفید است و اولین درختی است که گل می‌دهد». پاسخ را باید کسی بدهد که سرِ طناب دست اوست و اگر پاسخش اشتباه باشد سر طناب به نفر بعد داده می‌شود. به محض اینکه استاد پاسخ درست را تأیید کرد، توپ پارچه‌ای را رها می‌کند و افراد همگی فرار می‌کنند (غیر از اوستا). کسی که جواب درست را داده گرز را در هوا چرخانده و به افراد حمله می‌کند و به هرکس برسد ضربه ای محکم به او می‌زند. اما او باید گوش به زنگ اوستا باشد. ناگهان اوستا با گفتن (جَو … جَو …) عمل زدن را متوقف می‌کند. فرد گرز به دست با شنیدن این صدا باید سریعاً قبل از آنکه افراد او را بگیرند خود را به اوستا برساند. اگر در مسیر یکی از افراد او را متوقف کند، می‌تواند به پشت او سوار شود و تا نزد استاد از او سواری بگیرد. فرد گرز به دست در حالی که کسی را در پشتش سواری می‌دهد به نزد اوستا می‌آید. دوباره افراد حول اوستا حلقه زده و باز سؤال دیگری مطرح می‌شود.

#### قارا گوردوم
بازیکنان به دو دسته تقسیم می‌شوند. یک نفر به عنوان داور یا گرداننده بازی که در این بازی به او «استاد» می‌گویند انتخاب می‌شود. از هر دسته یک نفر به عنوان نماینده نزد استاد می‌آید تا قرعه کشی انجام شود. قرعه کشی معمولاً با خیس کردن یک طرف تکه سنگی صاف انجام می‌شود. یک نماینده طرف خیس و دیگری خشک را انتخاب می‌کند. سپس استاد سنگ را بالا می‌اندازد. (به این قرعه کشی «الله تر» می‌گویند که شبیه شیریا خط است). برنده این قرعه کشی اعضای دسته خود را از محل دور می‌کند. در این حین تمام اعضای دسته دیگر رو به دیواری ایستاده و چشم‌های خود را می‌بندند. استاد وظیفه نظارت بر آن‌ها را دارد تا تقلب نکنند. دسته ای که دور شده به آرامی در جایی پراکنده شده و مخفی می‌شوند. هر کدام پشت یک دیوار، یک سنگ بزرگ، تنه درخت و … پناه می‌گیرند بصورتی که در دید نباشند. پس از دقایقی استاد با صدای بلند اعلام می‌کند که فرصت پنهان شدن به اتمام رسیده‌است. دسته دیگر شروع به جستجو می‌کنند. در اینجا این مهارت مطرح می‌شود که هر کدام از جستجوگران می‌بایست از شمّ جویندگی خود استفاده کرده و حدس بزنند افراد دسته دیگر در کجاها مخفی شده‌اند. افراد پنهان شده مترصد نزدیک شدن طرف مقابلند. اگر جوینده حدسش درست باشد به آرامی به محل مخفی شدن عضو مخفی شده نزدیک شده و در یک آن خود را به او رسانده و باید کف دستش را به سر او بکشد، و اگر حدسش اشتباه باشد هر لحظه ممکن است فرد مخفی شده از پناهگاه خارج شده و دست خود را به سر جوینده بکشد. به این کار می‌گویند «کَل کردن» (به معنی «کچل کردن»). کسی که کل می‌کند برنده و کسی که کل می‌شود بازنده است. بازنده باید برنده را از همان محل تا نزد استاد به پشت گرفته و به او سواری بدهد. از آنجایی که این بازی شب‌ها انجام می‌شود. شب‌های مهتابی مناسب این بازی نیست زیرا نور مهتاب باعث برملا شدن پناهگاه‌ها می‌شود. در سال‌های گذشته که روستاها محروم از نعمت برق بودند، کوچه‌ها با فرارسیدن شب کاملاً تاریک می‌شدند و جاهای زیادی برای مخفی شدن در کوچه پس کوچه‌ها پیدا می‌شد.
عروسی‌ها در گذشته حداقل سه روز و سه شب به درازا می‌کشید. مردم به دور از دغدغه‌ها و مشکلات زندگی در این روزها به معنی واقعی شاد بودند
معمولاً نوجوانان در این شب‌ها به چنین بازی‌هایی می‌پرداختند و قاراگوردوم یک پای ثابت بازی‌های شب عروسی نوجوانان بود.
فواید:
این بازی هیجانی که با سکوت و تاریکی آمیخته‌است برای کودکی که برای اولین بار آن را تجربه می‌کند ترس آور است اما با یکی دو بار شرکت کردن در این بازی ترس او نه تنها از این بازی بلکه از تاریکی شب نیز ریخته و به تقویت حس شجاعت در کودک و نوجوان منتهی می‌شود. نیز همان‌طور که ذکر شد برنده شدن در این بازی از یک سو بستگی کامل به حس کارآگاهی و شمّ جویندگی جستجوگر در یافتن فرد مخفی شده و ازسوی دیگر به ذکاوت فرد مخفی شده در انتخاب پناهگاه غیرقابل حدس برمی گردد. در واقع این مخفی شدن و جستن، شباهت به جنگ‌های تن به تن و درگیری شبانه دارد از این نگاه ممکن است چنین بازیهایی حتی ریشه در احساسات رزمجویانه اقوام دلیر خراسانی داشته باشد.

#### سیم سیمک
این بازی در تاریکی شب انجام می‌شود. یک نفر از شرکت کنندگان به عنوان داور انتخاب می‌شود که به او «اوستا» می‌گویند. شرکت کنندگان دور استاد حلقه می‌زنند. استاد استخوان را به آن‌ها نشان می‌دهد تا شکل و مشخصات آن را به ذهن بسپارند. سپس همه چشم‌هایشان را می‌بندند. استاد استخوان را به نقطه ای با فاصله چند متری پرت می‌کند طوری که کسی نتواند جای آن را حدس بزند. سپس شرکت کنندگان چشم‌ها را باز کرده و به نقطه ای که حدس می‌زنند استخوان افتاده‌است نزدیک می‌شوند. در تاریکی شب پیدا کردن استخوان در لابه لای سنگ و چوپ و خاشاک آسان نیست. بالاخره یکی ازشرکت کنندگان آن را پیدا می‌کند. او به آرامی استخوان را در دست می‌گیرد طوری که کسی متوجه این مهم نشود. در حالیکه که وانمود می‌کند در جستجوی استخوان است خود را به یکی از شرکت کنندگان نزدیک می‌کند و در یک حمله او را می‌گیرد. فرد گرفتار شده موظف است یابنده استخوان را تا نزد استاد سواری بدهد.
فواید:
شرکت کنندگان هنگامی که چشم‌هایشان را بسته و رو به دیوارند می‌بایست دقت زیادی کنند تا از طریق صدای افتادن استخوان به زمین نقطه تقریبی آن را حدس بزنند. این یعنی تمرین دقت و تقویت حس شنوایی. همچنین به هر بازیکن به محض یافتن استخوان در پی فرصتی برای گیرانداختن یکی از شرکت کنندگان است، برای این کار باید چالاک بود. پس می‌توان گفت تمرین سرعت عمل نیز جزو فواید این بازی است.

#### پادرزک
این واژه شکل کوتاه شده " پادرازک " است.
شرکت کنندگان به دو گروه (دسته) مساوی تقسیم می‌شوند.
یک نفر از هر گروه به عنوان سرگروه انتخاب می‌شود که کار مدیریت گروه را در بازی به عهده دارد. دو سرگروه بین خود قرعه کشی می‌کنند. معمولاً با یک تکه سنگ صاف این کار انجام می‌شود. یک طرف آن را خیس می‌کنند. یکی طرف خیس و دیگری طرف خشک آن را انتخاب می‌کند. سپس همانند شیر یا خط قرعه کشی انجام می‌شود. گروه بازنده روی زمین نشسته پاها را به هم چسبانده و دراز می‌کنند.
سرگروه این تیم شی‌ای را که می‌تواند یک تکه کاغذ مچاله شده یا یک تیله باشد داخل مشت گرفته و از فرد اول گروه خود شروع به مخفی کردن شی می‌کند. جای مخفی کردن زیر زانوهای افراد تیمش است. سرگروه دست مشت شده خودش را که شی داخلش است زیر پاهای فرد اول برده وانمود به گذاشتن شی در زیر پاهای او می‌کند سپس نفر دوم و به همین ترتیب تا فرد آخر. سرگروه یابنده باید تشخیص دهد که شی زیر پاهای چه کسی مخفی شده‌است؛ و اگر موفق شود اعضای گروه یابنده مسیری مشخص را به پشت اعضای گروه مخفی‌کننده سوار می‌شوند ولی اگر موفق نشود عکس این عمل اتفاق می‌افتد.

## غذاهای محلی

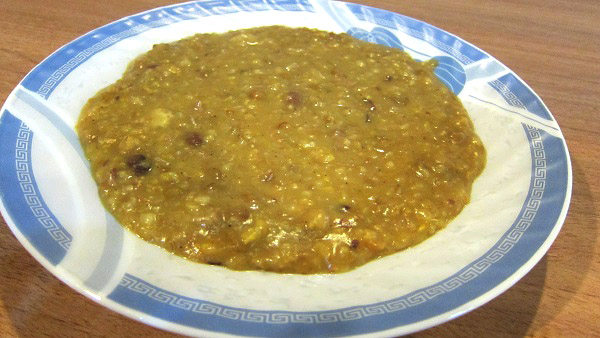
دنیک

### دنیک
این غذا شباهت زیادی به آش بلغور دارد. قدیمی‌ها به آن «چوینمه دنیک» هم می‌گویند. یعنی دنیک جویدنی. وجه تسمیه آن مشخص نیست. ظاهراً به دانه اشاره دارد، دانه‌های ریز. بی ربط هم نیست. چون برای دنیک باید گندم‌ها را در آب گذاشت. سپس با هاون کوبید تا پوست آن جدا شود. گندم باید به اندازه ای خرد شود که درشت تر از بلغور باشد. از طرفی یکی از حبوبات اصلی این غذا به اصطلاح محلی میلکک (شبیه عدس) است.
برای پختن دنیک باید از ۱۲ ساعت قبل حبوباتی مثل گندم و نخود را در آب خیساند. سپس به همراه گوشت خرد شده گوسفند، سبزیجات خشک و معطر مثل نعنا، ادویه و گندم کوبیده شده و حبوبات دیگر در ظرفی روی حرارت ملایم گذاشت.
حداقل چند ساعت وقت لازم است تا این غذا حسابی جابیفتد. از این رو یکی از بهترین زمان‌ها، پختن این غذا هنگام رب جوشاندن یا نان پختن است.

### بلغورشیر

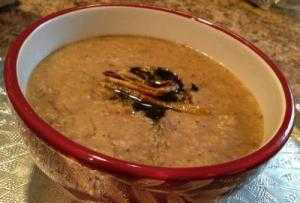
بلغورشیر

این غذا به شکل سوپ و معمولاً در هوای سرد پاییز و زمستان در وعده صبحانه مصرف می‌شود. این ماده غذایی از ترکیب شیر، بلغور گندم ، چربی گوسفند جزغاله شده و ادویه تهیه می‌شود. شیر در دل بلغور جوشیده شده و به اصطلاح به مغز آن نفوذ می‌کند، سپس با دم کشیدن آن بلغور از حالت خامی درمی آید و در نهایت با پودر کردن و خشکاندن ماده مغذی و مفیدی به دست می‌آید که نگهداری طولانی مدت آن بخاطر خشک بودن امکان‌پذیر می‌شود. برای پختن یک وعده بلغور شیر می‌بایست یک ملاقه معمولی برای هر نفر از پودر بلغور شیر به آب جوش اضافه کرد. معمولاً همراه با آن از لوبیای چشم بلبلی استفاده می‌شود. در زمستان برای حفاظت بدن از سرماخوردن می‌توان از شلغم یا تُرب نیز در این سوپ استفاده کرد. در قدیم که نگهداری گوشت تازه امکان‌پذیر نبوده، از قورمه در سوپ بلغور شیر استفاده می‌شد.

## باغ‌ها و کلاته‌ها

### انجیرزاب (‌نام محلی:‌ انجیرزو)
دره زیبای انجیرزاب در شمال روستای سلیمانی از توابع دهستان طاغنکوه شمالی بخش طاغنکوه شهرستان فیروزه در استان خراسان رضوی می‌باشد.
این دره زیبا که به خاطر درختان انجیر وحشی بسیار به دره انجیر مشهور شده از زمان‌های دور به زبان کردی (کرمانجی شمال خراسان) انجیر زو یعنی دره انجیر نام‌گذاری شده‌است.

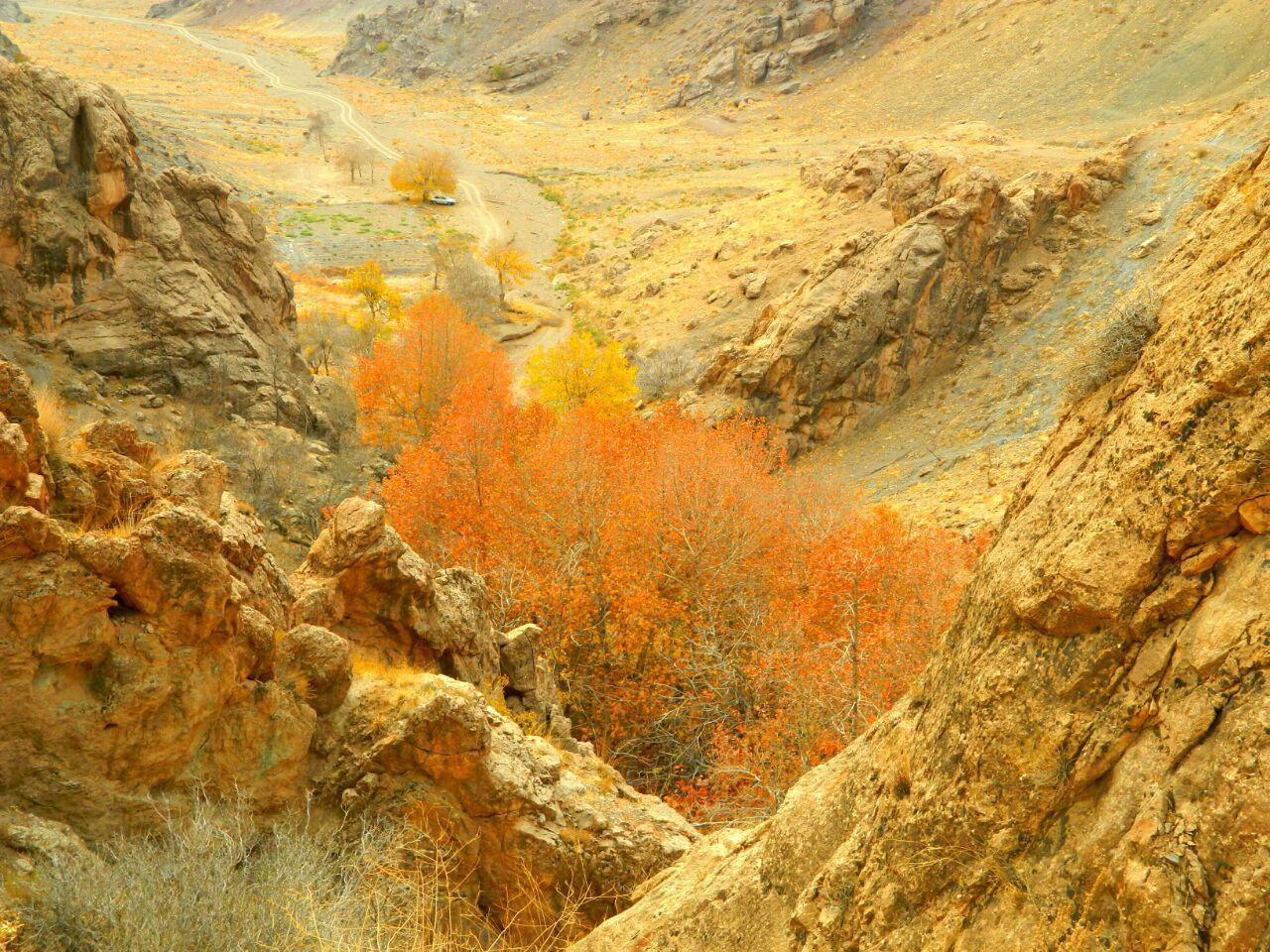
انجیرزو

این دره در مجموعه کوهستانی طاغنکوه شمالی و کوه‌های «ئیلان لی» و «خانم‌سر» قرار گرفته که در اطراف آن روستای‌های سلیمانی، بتو، قلعه حسن، رباطی بلوچ‌ها، زاونگ بالا، گزار، زاونگ پایین، امیرآباد، میانتو و بیرم آباد قرار گرفته‌اند. این مجموعه کوهستانی جزو دامنه‌های جنوبی رشته کوه بینالود محسوب می‌شود. آب جریان یافته در این دره در طول هزاران سال سبب تشکیل مخروط افکنه بزرگ روستای سلیمانی شده که امروزه روستای سلیمانی و زمین‌های حاصلخیز آن روی این مخروط افکنه واقع شده‌است. وجود یک گسل در دره خطر وجود زلزله را گوشزد می‌کند. سنگ‌های آتشفشانی و لایه‌های باریت و سنگهای کنگلومرا که اغلب مربوط به دوره چهارم زمین‌شناسی است باعث شده زمین به رنگ‌های مختلف دیده شود. اگر چه مردم روستای سلیمانی به زبان ترکی صحبت می‌کنند اما نام کردی انجیر زو را برای این دره پذیرفته و از این نام برای این دره استفاده می‌نمایند. این دره در ۳ کیلومتری شمال روستای سلیمانی واقع شده و راه اصلی آن از انتهای شمالی روستا به صورت خاکی و ماشین رو می‌باشد.

### شارشاری

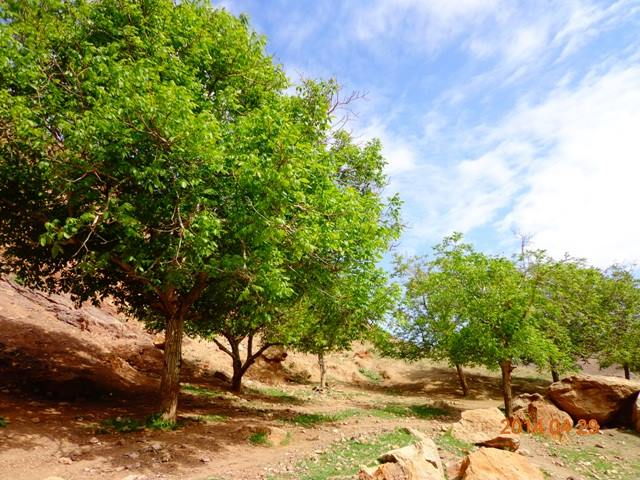
شارشاری

شارشاری به معنی آبی است که از بلندی می‌ریزد و صدای شرشر می‌دهد. با گذشت سال‌های زیاد، هنوز این خاصیت شارشاری در آن پابرجاست و آبِ هرچند اندک شارشاری از بلندی دیوارمانندی به ارتفاع ۴ متر به پایین می‌ریزد. شارشاری از سمت غرب محدود به کوه نسبتاً مرتفعی است که باغ «نیلک لی» را در آنسوی خود دارد و از سمت شرق و شمال به تپه‌های خاکی کم ارتفاعی متصل است که تا ۲۰ کیلومتر آنطرف تر چشم‌اندازی بیابان گونه را پدیدمی‌آورند. شارشاری را کوهی به دو نیم کرده‌است. از این رو سرچشمه آب شارشاری یکی بخش سمت شرقی آن و دیگری سمت غربی است. در سمت غربی چندین درخت گردو و چند درخت جنگلی وجود دارد که سایه خنک این درختان جنگلی محل استراحت بازدیدکنندگان را فراهم می‌کند. در سمت شرقی، سرچشمه از انتهای درّه شروع شده و پس از عبور از کنار چند درخت جنگلی به باغ انگور کوچکی می‌رسد که کشاورزان در دهه‌های گذشته به زحمت فراوان آب را از کف درّه جدا و به دامنه کوه یعنی باغ انگور رسانده‌اند. مازاد آب بعد از عبور از باغ به پرتگاهی چند متری می‌رسد و از ارتفاع ۴ متری به پایین می‌ریزد و صدای دل‌انگیز شارشاری را ایجاد می‌کند.

### پیشنگ دره

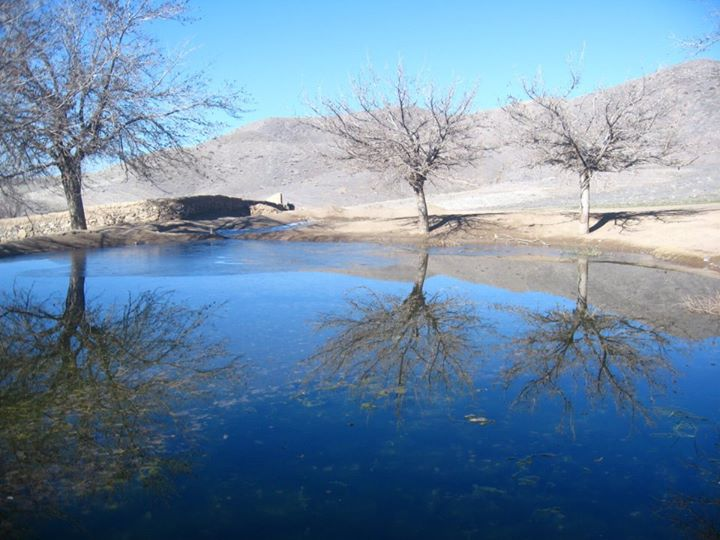
پیشنگ دره

باغی بر پایه کوه‌هایی نه چندان مرتفع. مشرف بر دشت تحت جلگه و استخری در آن وجود دارد. این باغ در سه کیلومتری شرق سلیمانی و در انتهای کال پیشنگ درّه واقع شده‌است. این کال کوه‌های قوش آغالی را از کوه‌های سلیمانی جدا می‌کند.

### کیچی پیشنگ دره

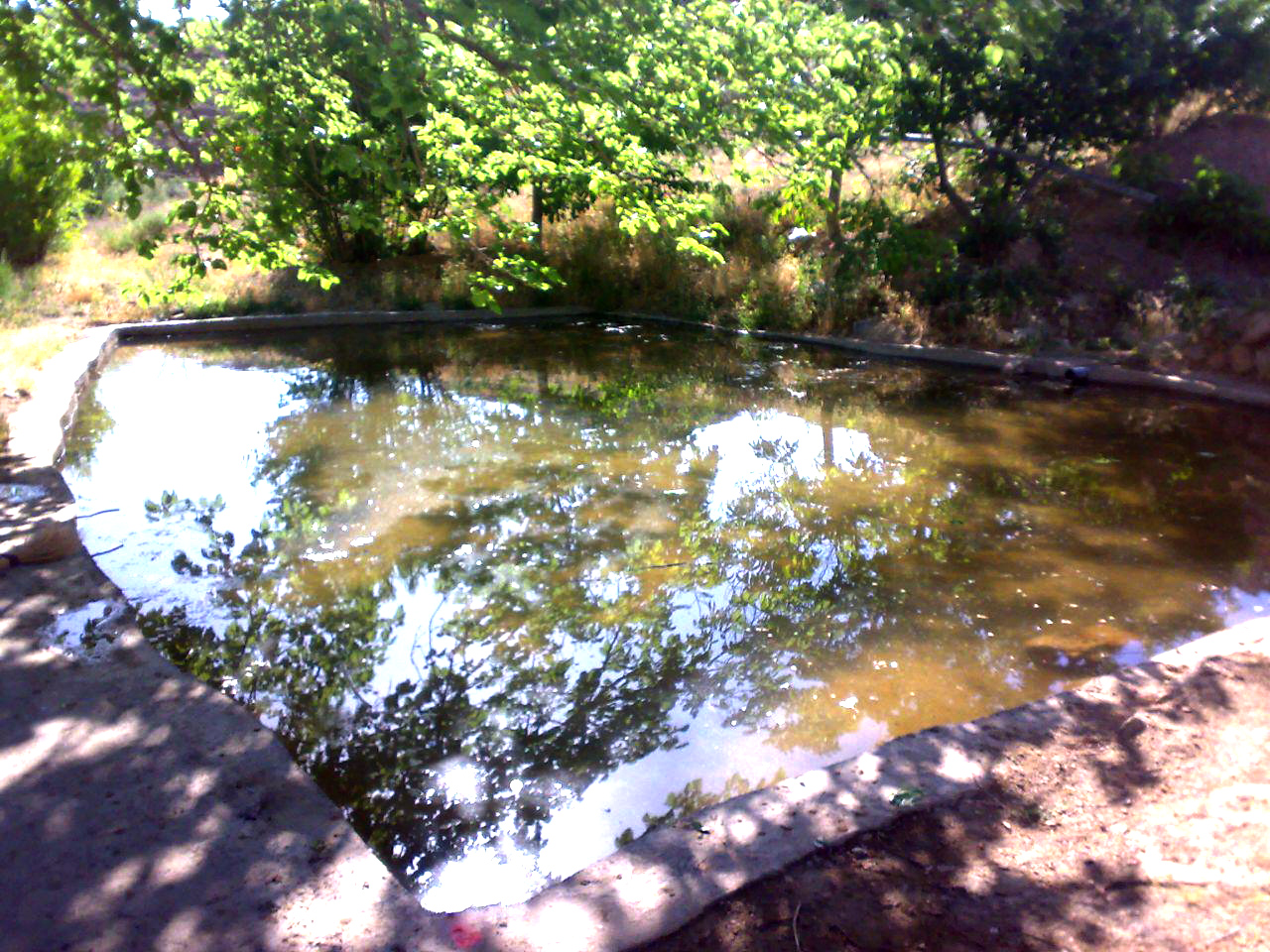
استخر کوچک کیچی پیشنگ دره

به معنی پیشنگ دره کوچک است. باغی است کوچک در یک کیلومتری شمال پیشنگ‌دره. مساحت این باغ کمی بیش از یک هکتار است. چشمهٔ کم‌آبی دراین باغ وجود دارد. در سال‌های اخیر استخر آن با همکاری خوب مالکان سیمان شده و برخی از قسمت‌های باغ مجهز به آبیاری با لوله شد. عمده محصول این باغ انگور است.